# Abobo
Abobo é uma cidade da Costa do Marfim que fica ao norte da região metropolitana de Abidjan. Abobo é um dos municípios mais populosos do país, com a população estimada em 900 mil habitantes.